# Corumbaíba
Corumbaíba este un oraș în Goiás (GO), Brazilia.